# Tomobella
Tomobella är ett släkte av spindlar. Tomobella ingår i familjen hoppspindlar.
Kladogram enligt Catalogue of Life:
| Tomobella | \| \| Tomobella andasibe \| \| \| \| \| \| Tomobella fotsy \| \| \| \| |
|           | \| \| Tomobella andasibe \| \| \| \| \| \| Tomobella fotsy \| \| \| \| |
|           | Tomobella andasibe                                                     |
|           |                                                                        |
|           | Tomobella fotsy                                                        |
|           |                                                                        |